# Matthew Festing
Robert Matthew Festing (ur. 30 listopada 1949 w Northumberland, zm. 12 listopada 2021 w Valletcie) – brytyjski żołnierz, w okresie od 11 marca 2008 do 28 stycznia 2017 był 79. Wielkim Mistrzem Zakonu Kawalerów Maltańskich (joannitów).

## Życiorys

### Pochodzenie
Był synem marszałka polnego sir Francisa Festinga, Szefa Imperialnego Sztabu Generalnego, również Kawalera Maltańskiego, który przeszedł na katolicyzm. Matka Matthew Festinga, Mary Cecilia Riddell pochodziła z rodu, który w okresie prześladowania katolików odmawiając udziału w nabożeństwach anglikańskich poddawany był represjom za wiarę. Jest także spokrewniony z sir Adrianem Fortescue, Kawalerem Maltańskim, który zginął śmiercią męczeńską w 1539.

### Dzieciństwo i młodość
Dzieciństwo spędził w Egipcie i Singapurze, gdzie pełnił służbę wojskową jego ojciec. Kształcił się w Ampleforth College oraz w St John’s College na Uniwersytecie Cambridge, gdzie studiował historię. Następnie służył w pułku Grenadierów Gwardii, dochodząc do stopnia pułkownika Armii Terytorialnej.
Przez większość swego życia zawodowego pracował w domu aukcyjnym Sotheby's. Królowa Elżbieta II odznaczyła go Krzyżem Oficerskim Orderu Imperium Brytyjskiego. Przez wiele lat pełnił funkcję Deputy Lieutenant hrabstwa Northumberland.

### W Zakonie Maltańskim
Został członkiem Suwerennego Zakonu Maltańskiego w 1977, śluby zakonne złożył w 1991. W 1993 został Wielkim Przeorem Anglii, w 2008 – Wielkim Mistrzem.
Z funkcji zrezygnował 24 stycznia 2017 na prośbę papieża Franciszka. Jego rezygnacja została zatwierdzona przez Radę Suwerenną Zakonu 28 stycznia 2017.
Jego zainteresowania obejmowały sztukę dekoracyjną i historię, zwłaszcza historię Zakonu.
Został pochowany 3 grudnia 2021 w krypcie Wielkich Mistrzów pod ołtarzem głównym konkatedry św. Jana, kościoła konwentualnego joannitów w Valletcie na Malcie.

## Odznaczenia
Kawalerów Maltańskich
- Łańcuch Wielkiego Mistrza Zakonu Maltańskiego
- Łańcuch Orderu Zasługi Zakonu Maltańskiego z Mieczami
- Łańcuch Orderu Zasługi Zakonu Maltańskiego

Pozostałe państwowe
- Krzyż Oficerski Orderu Imperium Brytyjskiego (1998, Wielka Brytania)[7]
- Krzyż Wielki Orderu św. Jana Jerozolimskiego (2010, Wielka Brytania)
- Wielki Łańcuch Orderu Zasługi Republiki (2002, Węgry)[8]
- Krzyż Wielki Orderu Gwiazdy Rumunii (2008, Rumunia)[9]
- Krzyż Wielki Orderu Zasługi Republiki (2008, Włochy)[10]
- Krzyż Wielki Orderu Trzech Gwiazd (2008, Łotwa)[11]
- Wielki Order Króla Tomisława (2008, Chorwacja)[12]
- Order Stara Płanina (2009, Bułgaria)[13]
- Krzyż Wielki Orderu św. Karola (2009, Monako)[14]
- Krzyż Wielki Orderu Zasługi RP (2009, Polska)[15]
- Wielki Łańcuch Orderu św. Jakuba od Miecza (2010, Portugalia)[16]
- Wielka Gwiazda Odznaki Honorowej za Zasługi (2012, Austria)[17]
- Wielki Łańcuch Orderu Makariosa III (2012, Cypr)[18]
- Wielki Łańcuch Orderu Sikatuny (2015, Filipiny)[19][20]
- Wielki Łańcuch Orderu Izabeli Katolickiej (2015, Hiszpania)[21]
- Order za Wybitne Zasługi (2015, Słowenia)[22]

Pozostałe dynastyczne
- Baliw Krzyża Wielkiego Orderu Konstantyńskiego św. Jerzego (2010, Królestwo Obojga Sycylii)[23]
- Krzyż Wielki Orderu Konstantyńskiego św. Jerzego (1994, Królestwo Obojga Sycylii)[23]
- Kawaler Orderu Konstantyńskiego św. Jerzego (1991, Królestwo Obojga Sycylii)[23]
- Order św. Januarego (2010, Królestwo Obojga Sycylii)[23]
- Order św. Andrzeja (2014, Imperium Rosyjskie)[24]
- Order św. Aleksandra Newskiego (2014, Imperium Rosyjskie)[24]
- Order Orła Białego (2014, Imperium Rosyjskie)[24]
- Order św. Anny I kl. (2014, Imperium Rosyjskie)[24]
- Order św. Stanisława I kl. (2014, Imperium Rosyjskie)[24]
- Order św. Stefana (Wielkie Księstwo Toskanii)[25]